# باشگاه فوتبال و-واران ناگاساکی
باشگاه فوتبال و-واران ناگاساکی ژاپنی: V・ファーレン長崎 باشگاه فوتبالی در شهر استان ناگاساکی، ژاپن است که در جی‌لیگ ۲ بازی می‌کند. این باشگاه در سال ۲۰۰۴ میلادی پایه‌گذاری شده است.